# Klappolder
De Klappolder is een polder ten noorden van Bleiswijk aan de rechteroever van de Rotte, in de Nederlandse provincie Zuid-Holland. De polder wordt doorsneden door de spoorlijn Den Haag - Utrecht. In dit gebied lagen zowel een groentenveiling als een bloemenveiling. Beide veilingen zijn inmiddels gefuseerd, waarmee de veiling functie in Bleiswijk is gestopt.
De polder valt onder Hoogheemraadschap van Schieland en de Krimpenerwaard en werd tot 2018 bemalen door gemaal Klappolder. In 2020 zal dit hulpgemaal van de polder Bleiswijk c.a. worden verwijderd.

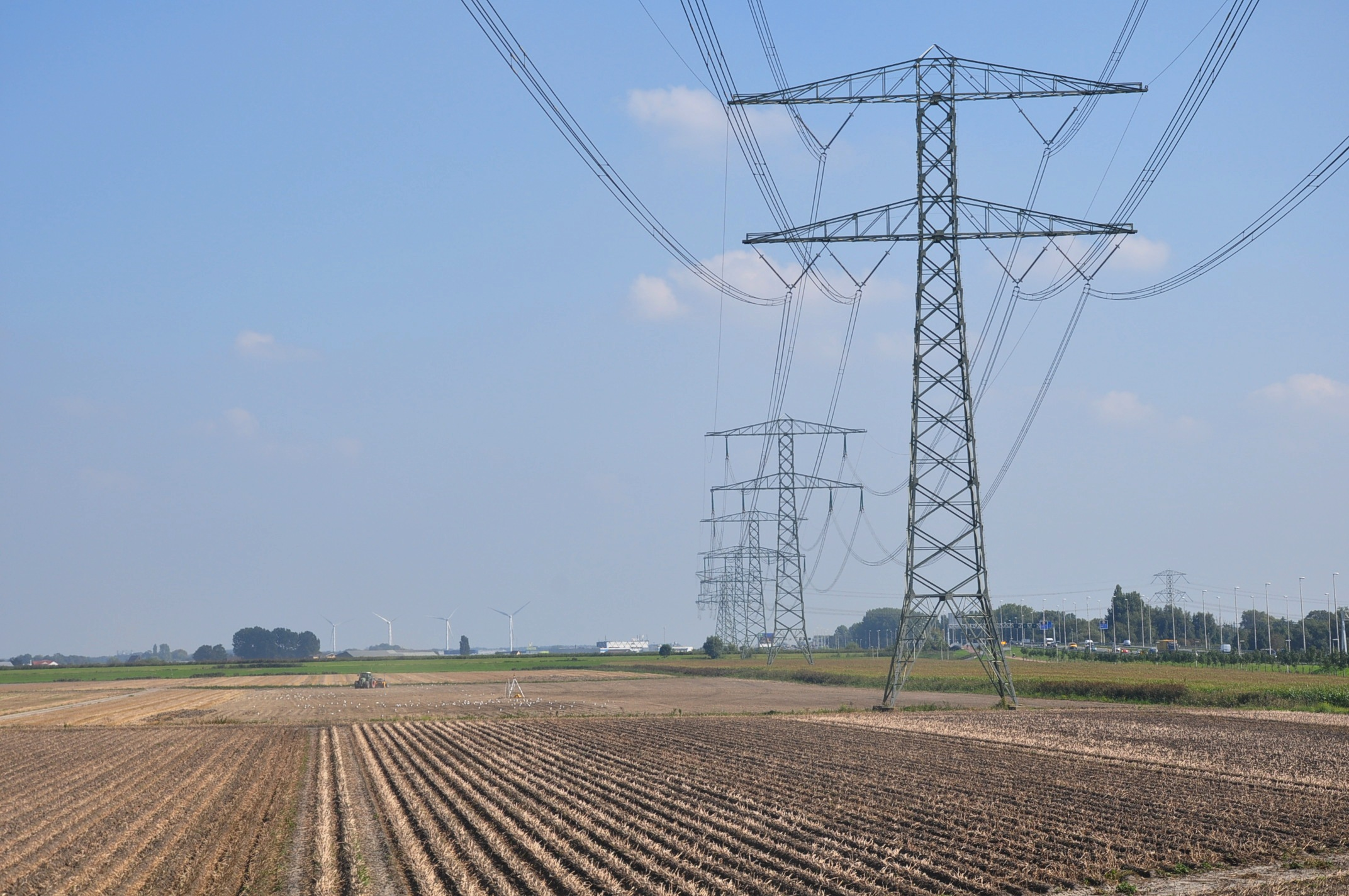
De Klappolder. Rechts de A12.